# Scott Mednick
Scott A. Mednick est un auteur de jeux de société et producteur de cinéma américain, notamment auteur de l'Indix.

## Jeux
- Indix (University Games / MB, 1988) et ses diverses déclinaisons.

## Producteur
- 2006 : Lucas, fourmi malgré lui
- 2006 : 300
- 2006 : Superman Returns[1]
- 2013 : Delivery Man
- 2014 : Ninja Turtles
- 2016 : Ninja Turtles 2
- 2023 : Maybe I Do de Michael Jacobs